# Lučica (Požarevac)
Pour les articles homonymes, voir Lučica et Lučice.
Lučica (en serbe cyrillique : Лучица) est une localité de Serbie située sur le territoire de la ville de Požarevac, district de Braničevo. Au recensement de 2011, elle comptait 1 991 habitants.
Lučica est officiellement classée parmi les villages de Serbie.

## Démographie

### Évolution historique de la population
| 1948  | 1953  | 1961  | 1971  | 1981  | 1991  | 2002  | 2011  |
| ----- | ----- | ----- | ----- | ----- | ----- | ----- | ----- |
| 2 666 | 2 753 | 2 923 | 2 810 | 2 798 | 2 779 | 2 192 | 1 991 |

|  |